# Степан Борчук
Степан Борцхук (укр. Степан Миколайович Борчук; 29. октобар 1966 Љубковци, Ивано-Франковска област, Украјинска ССР) — Украјински историчар, професор. Водећи истраживач историје украјинске енциклопедијске традиције.

## Биографија
Рођен је у селу Љубкивци.Ради на Катедри за општу историју.
Године 1999. одбранио је докторску дисертацију на тему: „Друштвена, културна и научна делатност Исидора Ивановича Шараневича (1929-1901)“
2015. године одбранио је докторску дисертацију на тему: „Украјинска енциклопедијска традиција 20. века: пројекти, тумачи, перспективе истраживања“

## Внешние ссылки
1. ↑  Борчук, С. М. (2017). Любківці (на језику: Ukrainian). 18. Інститут енциклопедичних досліджень НАН України. ISBN 978-966-02-2074-4.
2. ↑  „Борчук Степан Миколайович”. Кафедра всесвітньої історії (на језику: украјински). Приступљено 2023-04-01.
3. ↑  „Степан Миколайович Борчук / Stepan Borchuk”. scholar.google.com.ua. Приступљено 2023-04-01.
4. ↑  „ГРОМАДСЬКО–КУЛЬТУРНА ТА НАУКОВА ДІЯЛЬНІСТЬ ІСИДОРА ІВАНОВИЧА ШАРАНЕВИЧА (1829–1901)”. scholar.google.com.ua. Приступљено 2023-04-01.
5. ↑  „Українська енциклопедична традиція ХХ ст.: проекти, виконавці, перспективи дослідження”. scholar.google.com.ua. Приступљено 2023-04-01.